# Pouzy

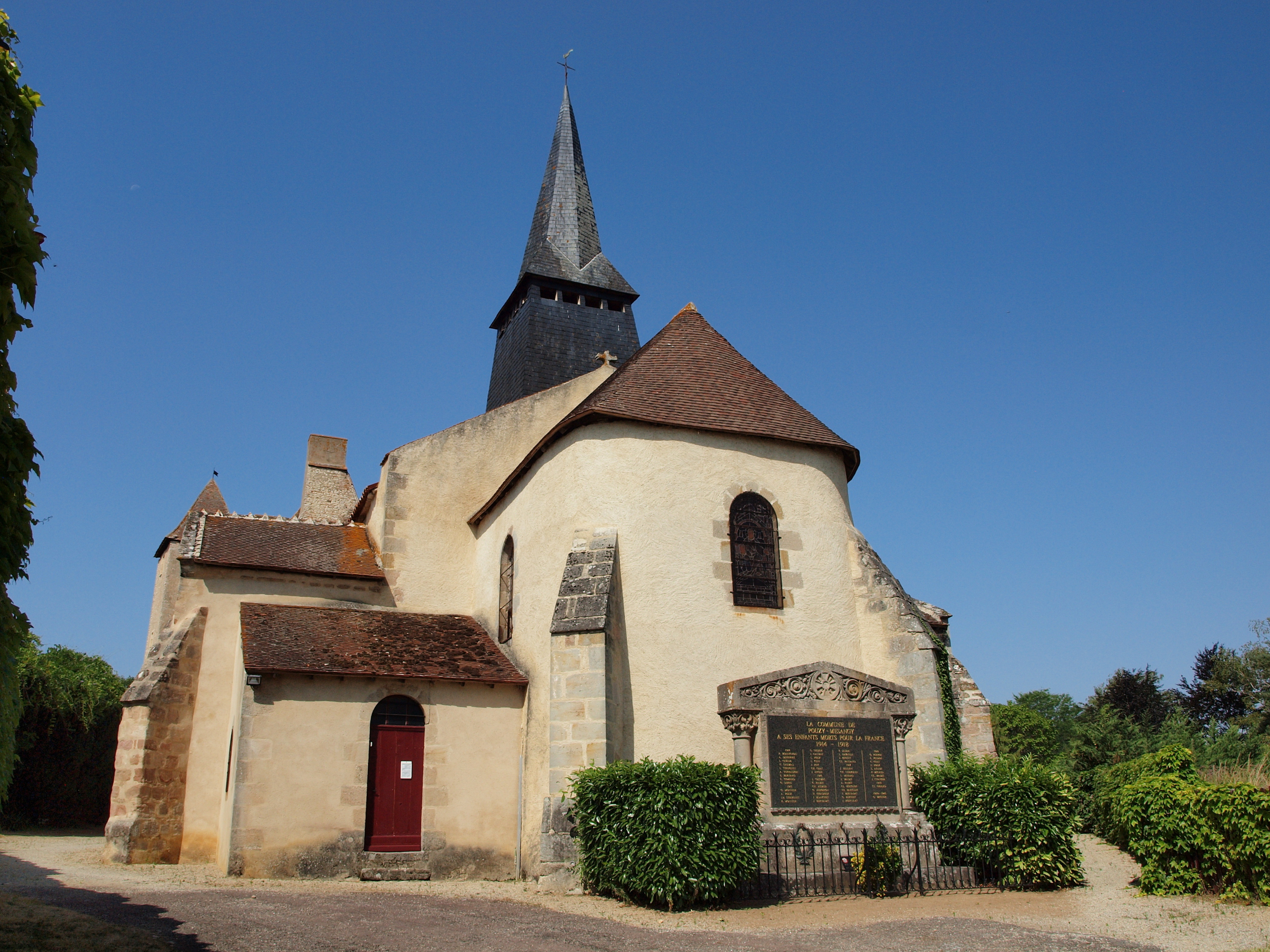
Kirche St-Aignan mit Kriegerdenkmal in Pouzy

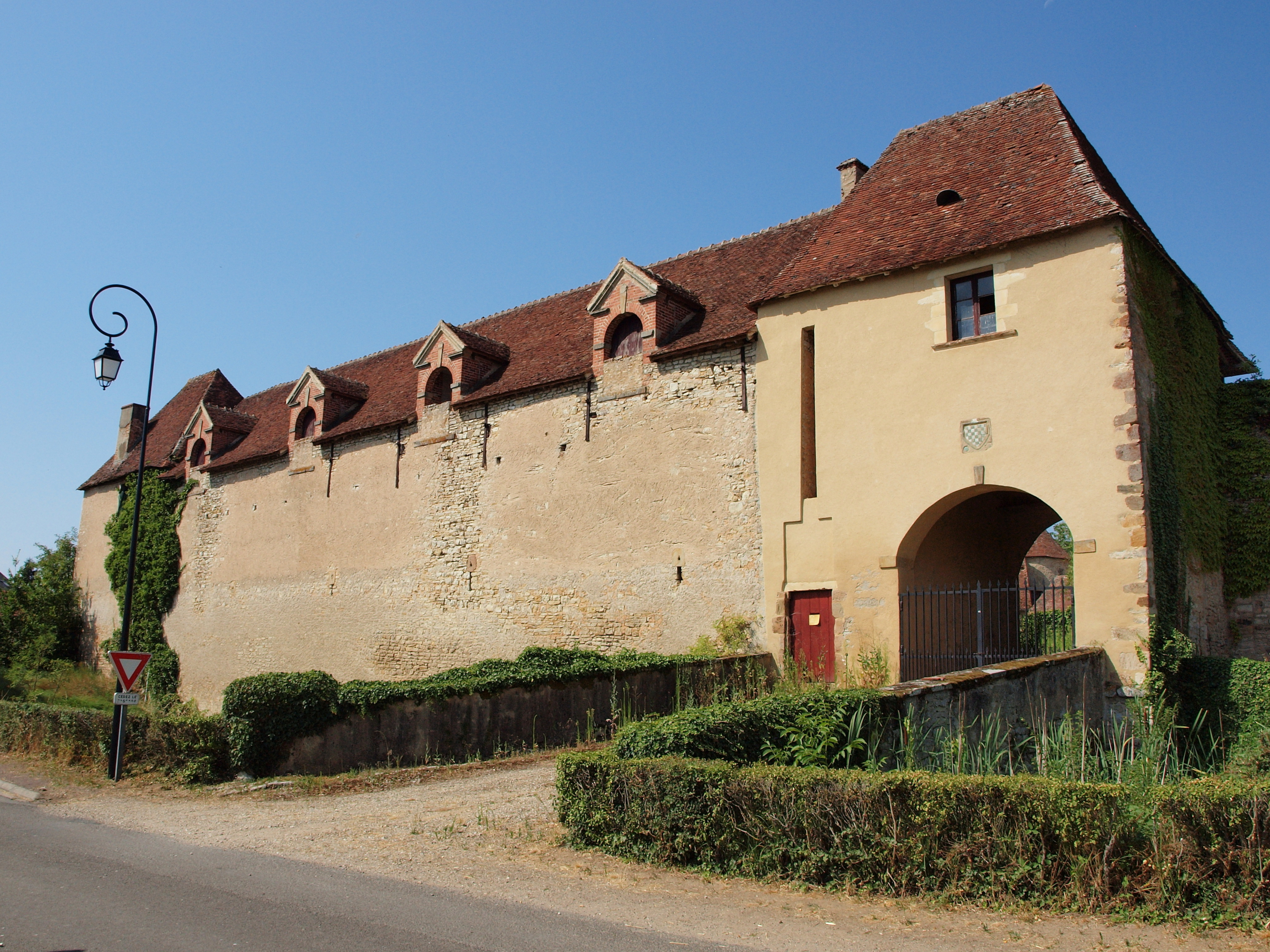
Schloss in Pouzy

Das Dorf Pouzy war eine ehemals selbständige französische Gemeinde, die 1826 mit der Gemeinde Mésangy zur neuen Gemeinde Pouzy-Mésangy zusammengeschlossen wurde. Pouzy liegt circa einen halben Kilometer nördlich von Mésangy im Norden der Region Auvergne-Rhône-Alpes im Département Allier.

## Geschichte
Da der Ort wie viele Teile des Bourbonnais über Holz, Wasser und Eisen verfügte, entwickelten sich hier ab dem 17. Jahrhundert Werkstätten zur Metallverarbeitung.   

## Bevölkerungsentwicklung
| Jahr                       | 1793 | 1800 | 1806 | 1821 |
| Einwohner                  | 830  | 791  | 810  | 786  |
| Quellen: Cassini und INSEE |      |      |      |      |

## Sehenswürdigkeiten
- Kirche St-Aignan, erbaut ab dem 12. Jahrhundert, Monument historique seit 1922
- Schloss, erbaut ab dem 13. Jahrhundert, Monument historique seit 1981

Siehe auch: Liste der Monuments historiques in Pouzy-Mésangy